# The Smiths
A The Smiths egy angol alternatív rockegyüttes volt, melyet 1982-ben alapítottak Manchesterben. Az együttest a dalok szerzői, Morrissey (ének) és Johnny Marr (gitár) mellett Andy Rourke (basszus) és Mike Joyce (dob) alkották. A kritikusok a 80-as évek angol independent mozgalmának legfontosabb alternatív zenekaraként emlegetik őket. A Rough Trade Records-nál álltak szerződésben; négy stúdióalbumot, számos válogatás lemezt, valamint kislemezt jelentettek meg. Habár az Egyesült Királyságon kívül csak mérsékelt sikereket értek el, és egyetlen kislemezük sem ért el a tizediknél jobb helyezést hazájukban, a The Smiths kultuszzenekarrá nőtte ki magát. 1987-es feloszlásuk óta számos, visszatérésüket szorgalmazó ajánlatot utasítottak vissza.

## Történetük

### Megalakulásuk és első kislemezeik

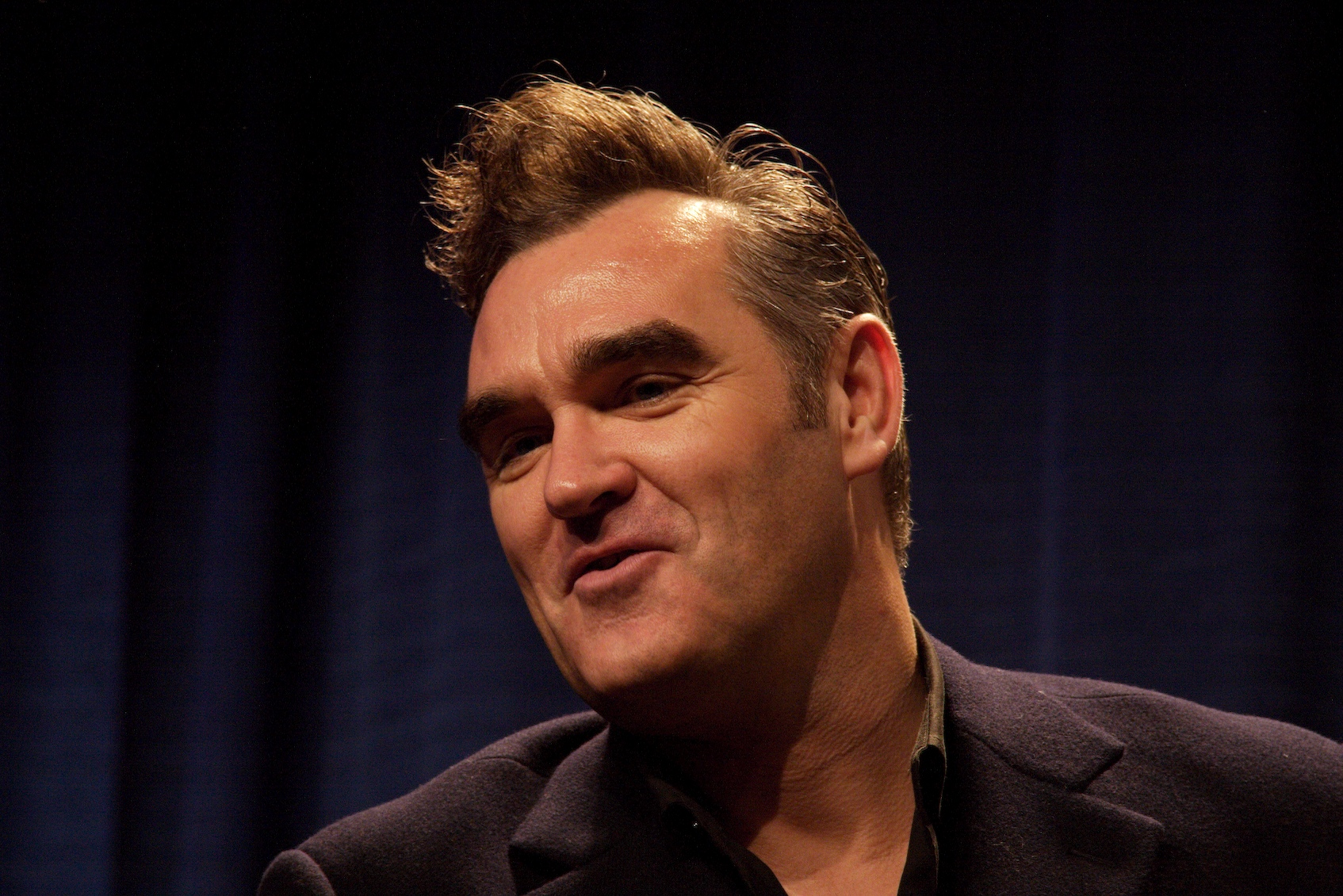
Morrissey 2006-ban

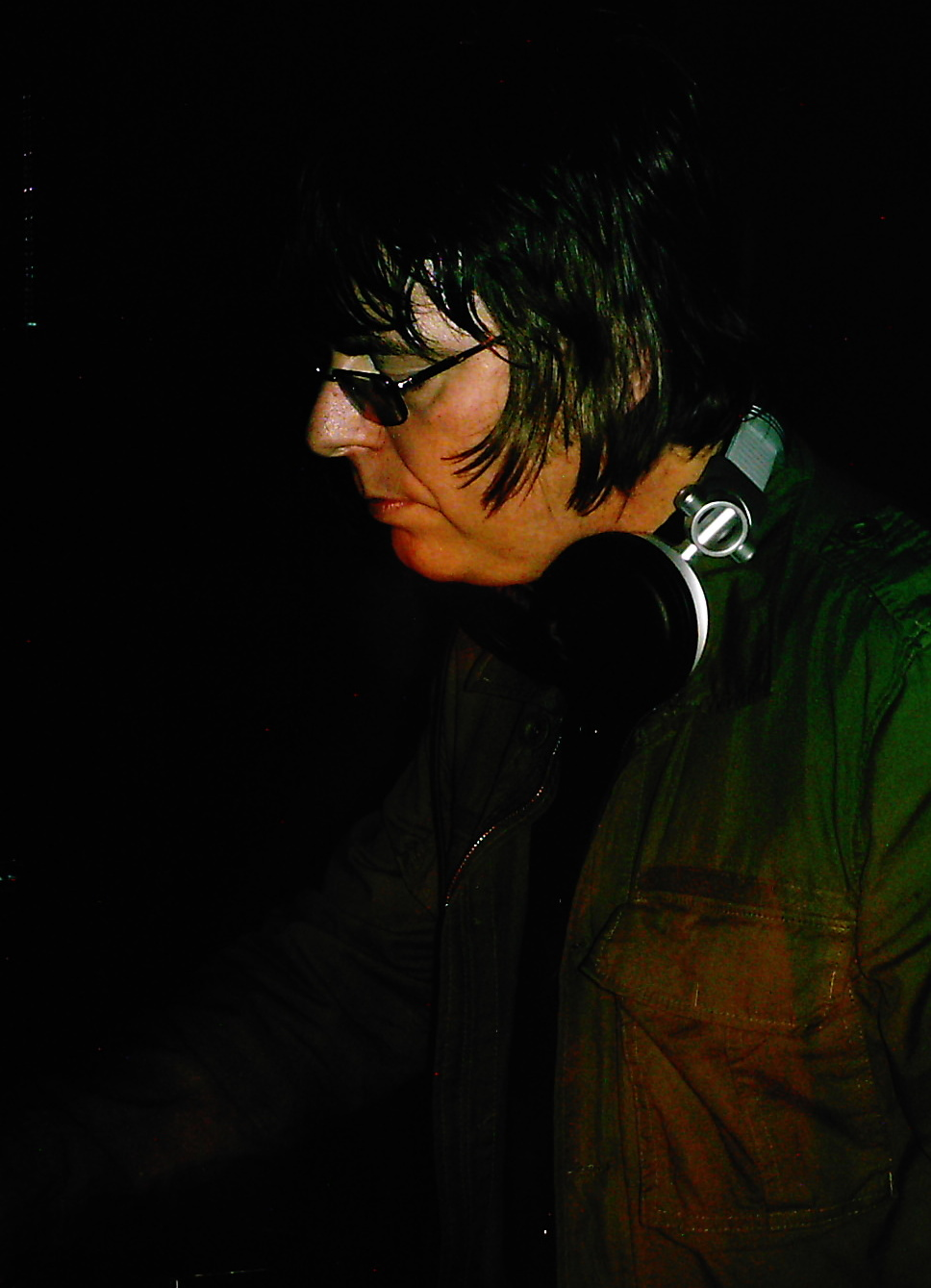
Andy Rourke 2007-ben

A The Smiths-t 1982 elején alapította Steven Patrick Morrissey író, és John Maher gitáros dalszerző. Mivel a Buzzcocks dobosát is ugyanúgy hívták, mint őt, Maher - a névegyezés elkerülése céljából - a Johnny Marr művésznév felvétele mellett döntött, míg Morrissey kizárólag vezetéknevét használta karrierje során. Az első demófelvételeken még a későbbi The Fall tagja, Simon Wolstencroft dobolt. Helyét 1982 őszén Mike Joyce, aki korábban a The Hoax és a Victim nevű punkegyüttesekben játszott, foglalta el. A felvételeken szintén közreműködött Dale Hibbert basszusgitáros, aki stúdiójában felvételi lehetőségeket biztosított az együttes számára. Marr véleménye szerint sem Hibbert basszusjátéka, sem személyisége nem illett az együttesbe, ezért őt Andy Rourke váltotta.
Az együttes nevét részben a korabeli népszerű szintipop együttesek (Orchestral Manoeuvres in the Dark, Spandau Ballet) bonyolult és fellengzős nevei iránti ellenszenvük, részben Marr és Morrissey Patti Smith iránti közös rajongásuk miatt választották. Egy 1984-es interjúban Morrissey azt nyilatkozta, hogy a The Smiths nevet ő választotta, mert ezt tartotta a leghétköznapibb névnek. A Rough Trade Records kiadóval szerződtek le, első kislemezük, a Hand in Glove, 1983 májusában jelent meg. Későbbi kislemezeikhez hasonlóan, a dalt DJ John Peel támogatta, ennek ellenére nem aratott sikert. Az ezt követő dalaik, a This Charming Man és a What Difference Does It Make? már sikeresebbnek bizonyultak; a brit kislemezlista 25. illetve 12. helyéig jutottak.

### Az első:The Smiths
Debütáló nagylemezüket a The Smiths-t 1984 februárjában adták ki, mely meg sem állt a brit albumlista 2. helyéig. A lemez számos dala botrányt kavart. A Reel Around The Fountain-t és a The Hand That Rocks The Cradle-t egyes pletykalapok pedofília vádjával illettek, melyet az együttes tagjai határozottan visszautasítottak. A Suffer Little Children egy - angolul Moors murders (Mocsári gyilkosságok) néven ismert - megtörtént sorozatgyilkosságot elevenít fel.Felháborodás azután tört ki, hogy az egyik áldozat nagyapja hallotta a dalt egy kocsmai zenegépen és úgy érezte, hogy az együttes a gyilkosságból próbál anyagi hasznot húzni. A nagyapa a Morrissey-vel történő találkozás után elfogadta az énekes álláspontját, miszerint a dal a gyilkosságok hatásának őszinte feltárása. Ezt követően Morrissey ismeretséget kötött Ann West-tel a dalszövegben név szerint említett egyik áldozat, Lesley Ann Down édesanyjával.
Az albumot a Heaven Knows I'm Miserable Now és a William, It Was Really Nothing című kislemezek megjelenése követte. Utóbbi a b-oldalon tartalmazta a How Soon Is Now? című, azóta klasszikussá vált, számtalanszor feldolgozott dalt.
Az év végén boltokba került a Hatful of Hollow, egy gyűjteményes lemez, mely kislemezek B-oldalas dalait és az első album dalainak a Jensen valamint a Peel show-k számára felvett változatait tartalmazta.

### Vegetáriánus hadjárat:Meat Is Murder
1985 elején az együttes kiadta második albumát, a Meat Is Murder-t, mely sokkal nyersebbre és politikaibbra sikerült, mint első nagylemezük. A lemez címadó dala, a Meat Is Murder (A hús gyilkosság) vegetáriánus-párti, a The Headmaster Ritual és a Barbarism Begins at Home a testi fenyítés elleni emeli fel szavát, a Nowhere Fast pedig nyíltan anti-royalista. Az együttes zeneileg kísérletezőbbé vált: a Rusholme Ruffians-t Marr rockabilly-s futamokkal díszítette, míg Rourke a Barbarism Begins at Home-ban funk basszus szólót játszik. A lemez megjelenését megelőzőleg újra kiadták a korább b-oldalas How Soon Is Now?-t ezúttal már mint a-oldalas dalt, és bár az albumon nem szerepelt eredetileg, a későbbi kiadásokban ez is felkerült az LP-re. A Meat Is Murder lett az egyetlen albuma a csapatnak, mely első helyezést ért el a brit listákon.
Morrissey számos interjújában adott hangot politikai véleményének, melyekkel további vitákat kavart. Első számú céltáblái a Thatcher-kormány, a királyság és a Band Aid jótékonysági zenei alapítvány voltak. Az elkövetkező kislemez, a Shakespeare's Sister legjobb elért helyezése a 26. volt a brit kislemezlistán, de az egyetlen Meat Is Murder-ről kimásolt dal, a That Joke Isn't Funny Anymore már kevésbé volt sikeres; alig került be az első 50-be.

### Sötét árnyak:The Queen Is Dead
1985 folyamán az együttes az Egyesült Királyságban és az Egyesült Államokban turnézott, és közben következő stúdióalbumán dolgozott. A The Queen Is Dead (A királynő halott) 1986 júniusában, nem sokkal a Bigmouth Strikes Again című kislemez megjelenése után került a boltokba.
Az együttesen belül viszont nem ment minden rendben. A kiadóval folytatott jogi viták miatt az album megjelenése hét hónapot csúszott (már előző év novemberében kész volt az anyag), Marr-t pedig megviselte a hosszú turnék és a szorított stúdiómunkálatok okozta stressz; egyik interjújában alkohol problémáiról beszélt. Közben 1986 elején Rourke-nak kábítószer használat miatt kiadták az útját. Kirúgásáról - állítólag - kocsijának szélvédőjére ragasztott post-it lapocskáról értesült, mely így szólt: "Andy - kiléptél a The Smiths-ből. Ég veled, sok szerencsét, Morrissey". Morrissey viszont tagadta a pletyka valódiságát. Rourke helyére Craig Gannon került, de két hét múlva visszavették az együttesbe, ugyanakkor Gannon is maradt, csak ritmusgitárra váltott. Az immár öttagú csapat felvette a Panic-ot és Kirsty MacColl háttérénekével az Ask-ot, melyek 11. illetve 14. helyezést értek el a brit kislemezlistán és turnéztak a Királyságban. A turné befejeztével Gannon elhagyta az együttest.
Közben a fiúk új kiadót kerestek és aláírtak az EMI-hoz, ami rengeteg kritikát eredményezett mind rajongóik, mind a sajtó részéről.

### Lemez és feloszlás:Strangeways, Here We Come
1987 elején látott napvilágot a Shoplifters of the World Unite, amely a 12. helyig jutott. A single-t egy újabb gyűjteményes lemez, a The World Won't Listen (A világ nem akar hallgatni ránk) követte. Az album címe Morrissey afelett érzett keserűségét tükrözte, hogy az együttesnek nem sikerült a mainstream áramlatba kerülnie, az album mégis a listák második helyén végzett és a Sheila Take a Bow című kislemez is bekerült a top 10-be. Hamarosan egy másik album, az amerikai piacra szánt Louder Than Bombs (Hangosabb a bombáknál)is megjelent, szinte ugyanazzal a tracklist-tel csak mérsékeltebb sikerrel.
Sikereik ellenére a feszültség nőtt a tagok között. Marr az alkoholizmus határán volt és 1987 nyarán egy kis szünetet tartott, ami nemtetszést váltott ki a többiekből. Júliusban végleg kilépett, mert - tévesen - azt feltételezte, hogy a NME-ben a The Smiths feloszlásáról szóló cikket Morrissey sugalmazta a szerzőnek, Danny Kelly-nek.
Az Easterhouse korábbi gitárosa, Ivor Perry állt Marr helyére és az együttes elkezdett dolgozni néhány új dalon, de egyiket sem fejezték be. Perry kényelmetlenül érezte magát, mert olyan érzése volt, mintha neki Johnny Marr-t kellene játszania, ami úgy végződött, hogy Morrissey kirohant a stúdióból. Amire a Strangeways, Here We Come 87' szeptemberében kijött, az együttes már feloszlott. Morrissey Marr más zenészekkel való együttműködésével magyarázta a szakítást, míg Marr-nak elege lett Morrissey zenei rugalmatlanságából, konkrétan gyűlölte Morrissey vágyát, hogy a Twinkle-hez és Ceila Black-hez hasonló 60-as évekbeli popművészek számait dolgozzák fel. Későbbi interjúkban mindketten a rájuk nehezedő stresszt és a menedzser hiányát említették a szakítás okaként.
A Strangeways, Here We Come is az albumlista második helyét érte el és ez lett a legsikeresebb albumuk az USA-ban; a Billboard 200-on az 55. helyre futottak be. Bár a kritikusok hűvösen fogadták, Marr és Morrissey is kedvenc The Smiths lemezeként említette az anyagot. Két dalt másoltak ki róla kislemezre, melyek b-oldalaira korábbi koncert- és demófelvételek kerültek. A következő évben kiadott koncertlemez, a Rank megismételte a korábbi albumok sikereit.

### Élet a The Smiths után
A feloszlást követően Morrissey szólókarrierbe kezdett, melyben a The Smiths-lemezek producere, Stephen Street és a The Durutti Column gitárosa Vini Reilly segítették. Első albuma a Viva Hate (a cím a The Smiths végére utal) hat hónappal a feloszlás után jelent meg és feljutott a brit albumlista első helyére. Morrissey azóta is aktív.
Johnny Marr 1989-ben tért vissza a zenei életbe, amikor Bernard Sumner-rel (ex-New Order) megalapították az Electronic-ot és a Pet Shop Boys énekesének, Neil Tennant-nek a közreműködésével elkészítették a Getting Away With It című kislemezt. Az Electronic három albumot készített a következő évtized során. Marr szintén tagja volt a The The-nek, melyben két lemez elkészítésében vett részt 1989 és 1993 között. Stúdiózenészként és társszerzőként közreműködött a The Pretenders, Bryan Ferry, a Pet Shop Boys, Billy Bragg, Black Grape, Talking Heads, Crowded House és Beck lemezein. 2000-ben - mérsékelt sikerrel - saját zenekart alapított Johnny Marr and the Healers néven, és közreműködött az Oasis Heathen Chemistry című lemezén. Marr producerként is kipróbálta magát: dolgozott a Haven debütáló albumán (Between the Senses), a Modest Mouse-szal és Liam Gallagher-rel (Oasis) majd belépett a The Cribs-be amelyet 2011 áprilisában elhagyott. Jelenleg szóló anyagán dolgozik.
Andy Rourke és Mike Joyce eleinte folytatták a közös munkát; Morrissey-vel (1988-89) és Sinead O'Connor-ral (1990) is játszottak együtt, de később külön utakat jártak. Joyce az egykori Sex Pistols énekesével, John Lydon-nal játszik a PiL-ben, Rourke Proud Mary-vel turnézik és készít lemezeket. Peter Hook (ex-New Order, ex-Joy Division) és Mani (The Stone Roses, Primal Scream) társaságában létrehozta a rövidéletű Freebass-t. Egyetlen albumot készítettek, aztán feloszlottak. Rourke azóta rádiósként dolgozik.

### A per
1996-ban Joyce beperelte Morrissey-t és Marr-t, arra hivatkozva, hogy sohasem egyezett bele a 10%-os részesedésbe, és a felvételeken valamint a koncerteken való szerepléséért igazságos honoráriumot követelt. A dalszerzésért járó díjak tárgytalanok voltak, ugyanis Joyce és Rourke nem vettek részt a dalok komponálásában. Morrissey és Marr azt állították, hogy a másik két tag mindig is egyet értett 10%-os honoráriumukkal. A bíróság végül egymillió fontot és 25%-os részesedést ítélt meg Joyce-nak. Rourke 83 000 fontért még 1989-ben elfogadta a 10%-os arányt és azzal le is mondott további igényeiről.
Morrissey úgy reagált, hogy a "The Smiths egy csodás dolog volt, amit Johnny elhagyott, Joyce viszont tönkretett". A Joyce-Rourke kettőst ugyanakkor szerencsésnek nevezte: "Másik énekessel a salford-i bevásárló központig sem jutottak volna el". Morrissey fellebbezését elutasították.

## Zenei stílus
A 80-as évek szintetizátor dömpingjének közepette a The Smiths tiszta gitárpop zenét játszott; hangzását Marr és Morrissey diktálta. Marr 1990-ben úgy nyilatkozott, hogy a stílus 50-50%-ban múlt rajta és Morrissey-n, teljes volt köztük az összhang abban, hogy egy-egy lemezen milyen irányba is menjenek.
Morrissey feladata volt a szövegírás és az ének. Dalszerzésére nagy hatást gyakoroltak különböző punk és post-punk együttesek, mint a New York Dolls, The Cramps és a The Cult ugyanúgy, mint a 60-as évek lánybandái; Dusty Springfield, Sandie Shaw, Marianne Faithfull és Timi Yuro, továbbá Oscar Wilde költészete. Depresszív szövegei gyakran csípős humorral párosultak; John Peel számára a The Smiths volt azon kevés együttesek egyike, amelyik képes volt őt megnevettetni. Morrissey, aki számára meghatározó volt a munkásosztálynak gyermekkorában közelről megélt társadalmi realizmusa, a hétköznapi emberekről, azok bánattal, elutasításokkal és halállal kapcsolatos tapasztalatairól írt dalaiban. Ugyanakkor "soha popzenész nem énekelt olyan empátiával a félénk, visszahúzódó magatartásról, mint Morrisey".

## Megjelenés
Az együttesnek egyedi képi stílusa volt, lemezeiknek borítóit, melyeken gyakran film- és popsztárok szerepeltek (Alain Delon, James Dean, Jean Marais, Vic Nicholson), Morrissey és a Rough Trade művészeti koordinátora, Jo Slee tervezték. A kislemezek borítóin az együttes nevén kívül csak ritkán jelent meg más szöveg, maga az együttes viszont sohasem volt látható rajtuk.
Videó klip - a kor szokásaitól eltérően - csak néhány dalukhoz készült. Ezek közül kimagaslik a Derek Jarman által készített három videó, melyekben a művészi ábrázolás kap hangsúlyt. Az avantgárd rendező teljesen szabad kezet kapott a filmek elkészítéséhez, az együttes tagjai nem szerepelnek bennük.
A The Smiths tagjai többnyire hétköznapi ruhákat hordtak - farmer és póló - ami híven tükrözte a "vissza-az-alapokhoz"-jellegű egyszerű, "gitár-és-dob" zenei stílust. Ez ellentétben állt a korabeli új-romantikus popegyüttesekre (Spandau Ballet, Duran Duran) jellemző, főleg a The Face és i-D magazinok által sulykolt feltűnő, divatos megjelenéssel.

## Hagyaték
A The Smiths számos alternatív rock együttesre volt hatással; John Squire a The Stone Roses-ból és Noel Gallagher az Oasis-ból is a The Smiths-t és azon belül is Marr-t említik mint zenész karrierjüket nagy mértékben befolyásoló tényezőt.
Simon Goddard a Q magazinban így fogalmazott: "A The Smiths volt a legnagyobb hatású brit gitárpop együttes a 80-as években. Ők voltak az első független (independent) zenekar, mely mainstream-sikert ért el, ők emelték a rock hagyományos négytagú felállását a költészet és mágia magasságába. Hatásuk nyomon követhető a The Stone Roses, az Oasis és a The Libertines zenéjén keresztül egészen napjaink fiatal művészi gitárbandáiig."
Simon Reynolds az Uncut magazintól ezt írta az együttesről: "Egyszer volt, hol nem volt, volt egyszer egy zenekar északról, friss és életerős hangzással mely viharként ragadta magával a nemzetet. Ez a hangzás rock volt, de nagy mértékben pop is: tömör, velős, dallamos, csillogó, mindezt anélkül hogy "műanyag" lett volna. Volt egy rendkívül eredeti énekesük; egyedien görbített hangjában egyszerre rejlett érzékenység és erő, dac és gyengédség. A fiatalember ontotta magából a realizmusa ellenére sem savanyú gondolatokat, tele ravasz humorral és csodásan tálalt részletekkel. Első albumukat legtöbben egy azonnal klasszikussá vált mérföldkőnek tekintették."
A "Britpop mozgalom, melynek vezéralakjai az Oasis, a Suede és a Blur voltak, nagy mértékben Morrissey-nek a múlt sivár Angliája iránt érzett nosztalgiájából merített". A Blur megalakulásában óriási szerepe volt, hogy tagjai látták a The Smiths-t a The Southbank Show-ban, 1987-ben. Viszont, annak ellenére, hogy még a britpop vezető együttesei is a The Smiths hatására hivatkoztak, a zenekarok nem követték Morrissey és a The Smiths alapvetően intézmény-ellenes filozófiáját, mivel a Britpop "teljesen üzleti alapokon nyugodott". A Saint Morrissey című könyv szerzője szerint a "Britpop kifestette Morrissey-t a képből, ami lehetővé tette, hogy a 90-es évek központilag irányított és ellenőrzött pop-gazdasága megvalósuljon".
Shaun Duggan drámáját, a William-et, Alex Brozun's Half a Person című show-ját, Douglas Coupland 1998-as regényét, a Girlfriend in a Coma-t, Andrew Collins önéletrajzát, a Heaven Knows I'm Miserable Now-t, Marc Spitz regényét, a How Soon Is Never?-t, a Shakespeare Sister nevű popegyüttest, a Pretty Girls Make Graves art-punk együttest és a lengyel filmes Przemyslaw Wojcieszek Louder Than Bombs című, két lengyel The Smiths-rajongóról szóló kisfilmjét, mind-mind a The Smiths dalai vagy albumai ihlették, vagy azok után kapták címűket, nevüket. A Sleeper Dress Like Your Mother című dalában pedig az együttes The Queen Is Dead című lemezére történik utalás, a Irwin Welsh Trainspotting című regényében az egyik fejezet a There Is a Light That Never Goes Out-ról kapta címét.

## Diszkográfia
- The Smiths
- Meat Is Murder
- The Queen Is Dead
- Strangeways, Here We Come

## Fordítás
- Ez a szócikk részben vagy egészben  a   The Smiths című angol Wikipédia-szócikk fordításán alapul.  Az eredeti cikk szerkesztőit annak laptörténete sorolja fel. Ez a jelzés csupán a megfogalmazás eredetét és a szerzői jogokat jelzi, nem szolgál a cikkben szereplő információk forrásmegjelöléseként.